# Festival Mawazine
Mawazine ("Ritmos del Mundo") es un festival de música que tiene lugar anualmente en Rabat y Salé, con muchos artistas de música internacionales y locales. El festival está presidido por Mounir Majidi, secretario personal del Rey de Marruecos, Mohammed VI. Majidi es también el fundador y presidente de la "cultura Maroc" la fundación cultural que organiza Mawazine y otros eventos, en Mawazine de 2013 asistieron un estimado de 2.5 millones de personas, lo que hace el mayor festival Mawazine en el mundo después Donauinselfest en Viena. Con 90 actos en 7 etapas que tiene la mayor proporción de asistentes por etapa en el mundo.
Mawazine es uno de varios eventos que están destinadas a promover una imagen de Marruecos como una nación tolerante, con un mensaje en la página web del evento que se declara que el festival tiene la intención de promover y apoyar Rabat, como una ciudad abierta al mundo.  Sin embargo, es controvertido ya que algunos de los políticos del país han criticado el evento por "promover una conducta inmoral", además de su financiación dudosa por las empresas de propiedad estatal marroquí o empresas privadas cuyo único cliente es el estado marroquí.
Los artistas que se han presentado en Mawazine son Christina Aguilera, Mariah Carey, Akon, Whitney Houston, Shakira, Kanye West, Evanescence, Rihanna, Jessie J, Jennifer López, Usher, Mika, Sugababes, Stevie Wonder, Kylie Minogue, LMFAO, Pitbull, P-Square, Alicia keys, entre otros.

## Historia
El Festival ha conocido dos épocas. La primera se extendió entre 2001 y 2007, donde el festival fue dedicado a la música del género de mundo. Durante este período, el evento tuvo algunas dificultades financieras y estaba luchando para encontrar patrocinadores. La segunda era que comenzó en 2008 , ha visto Mounir Majidi, secretario personal del rey de Marruecos, hacerse cargo del caso. Durante este período, el festival se inició la programación de música más convencional, sino que también se ha convertido en mucho más fuerte económicamente con muchos patrocinios de grandes empresas marroquíes. la prensa informó que la lista de los artistas en el evento es validado por Mohammed VI.
- Datos: Q3045874
- Multimedia: Festival Mawazine / Q3045874